# Coupe du Burundi de football
La coupe du Burundi de football est une compétition placée sous l'égide de la fédération du Burundi de football.

## Palmarès
- 1982: Vital’O FC
- 1983: Inter FC
- 1984: Inter FC
- 1985: Vital’O FC
- 1986: Vital’O FC
- 1987: Muzinga
- 1988: Vital’O FC
- 1989: Vital’O FC
- 1990: Inter FC ou InterStar
- 1991: Vital’O FC
- 1992: Prince Louis FC
- 1993: Vital’O FC
- 1994: Vital’O FC
- 1995: Vital’O FC
- 1996: Vital’O FC
- 1997: Vital’O FC
- 1998: Elite
- 1999: Vital’O FC
- 2000: Atlético Olympic FC
- 2001-2010: inconnu
- 2011: Lydia Ludic Burundi Académic
- 2012: Lydia Ludic Burundi Académic

Coupe de la Confédération
- 2013 : Académie Tchité FC 0-0 (victoire aux tirs au but) Lydia Ludic Burundi Académic

Coupe du Président de la République
- 2014 : Lydia Ludic Burundi Académic 1-1 (4-3 tab) Le Messager FC Ngozi
- 2015 : Vital'O FC 2-2 (4-3 pen) Atlético Olympic FC
- 2016 : Le Messager FC Ngozi 1-1 (4-3 tab) Vital'O FC
- 2017 : Olympic Star 2-1 Le Messager FC Ngozi
- 2018 : Vital'O FC 3-1 Delta Star
- 2019 : Aigle Noir FC de Makamba 3-1 Rukinzo FC[1]
- 2020 : Musongati FC 1-1 ap (5-4 tab) Rukinzo FC
- 2021 : Bumamuru FC 3-1 Flambeau du Centre[2]
- 2022 : Bumamuru FC 3-1 Flambeau du Centre[3]
- 2023 : Aigle Noir FC de Makamba 3 - 1 Bumamuru FC
- 2024 : Rukinzo FC 2 - 1 Flambeau du Centre
- 2025 : Flambeau du Centre 1 - 0 Musongati FC

## Bilan
- 14 : Vital’O FC
- 3 : Inter FC, Lydia Ludic Burundi Académic
- 2 : Aigle Noir Football Club de Makamba, Bumamuru FC
- 1 : Atlético Olympic FC, Elite, InterStar, Musongati FC, Muzinga, Prince Louis FC, Le Messager Ngozi FC, Olympic Star, Rukinzo FC, Flambeau du Centre

NB : L'Inter FC et InterStar sont deux clubs différents, cependant dans la plupart des publications il n'est pas possible de les différencier en particulier en 1990.